# 사카구치 나기사
사카구치 나기사(일본어: 坂口 渚沙, 2000년 12월 23일 ~ )는 일본의 아이돌이며, 여성 아이돌 그룹 전 AKB48 팀B의 멤버이다.
홋카이도 출신.

## 내력
2014년 
- 4월 3일, 프로젝트 발표회에서 팀8 멤버로서 첫 피로했다.
- 8월 5일, 팀8 「PARTYが始まるよ」공연으로 극장 공연에 데뷔했다.

 2015년 
- 3월 26일, 사이타마 슈퍼 아레나에서 개최된 《AKB48 봄의 단독 콘서트 ~차기 총감독 아직 수행중~》에서, 팀B를 겸임하는 것이 발표되었다.

 2016년 
- 5월 31일부터 6월 18일까지 투표가 실시된 《AKB48 45th 싱글 선발 총선거》에서 70위를 차지, 업커밍 걸즈에 선출되었다.

 2023년 
- 8월 5일에 개최된 《AKB48 현 팀 파이널 콘서트 2023 in KT Zepp Yokohama ~결국 아무도 모두 팀B 오시겠죠?~》를 기해 AKB48를 졸업해, 3411일(9년 4개월과 2일)의 활동을 종료했다.

## AKB48에서의 참가곡

### 싱글 CD 선발곡
- 〈心のプラカード 마음의 플래카드〉에 수록
  - 47の素敵な街へ / 47의 멋진 거리에 - 팀8 명의
- 〈望的リフレイン 희망적 리프레인〉에 수록
  - 制服の羽根 / 제복의 날개 - 팀8 명의
- 〈Green Flash〉에 수록
  - 挨拶から始めよう / 인사부터 시작하자 - 팀8 명의
- 〈唇にBe My Baby 입술에 Be My Baby〉에 수록
  - あまのじゃくバッタ / 심술꾸러기 메뚜기 - Team 8 명의
- 〈翼はいらない 날개는 필요 없어〉에 수록
  - 夢へのルート / 꿈으로의 길 - Team 8 명의
- 〈LOVE TRIP/しあわせを分けなさい LOVE TRIP/행복을 나눠라〉에 수록
- 2016年のInvitation / 2016년의 이노베이션 - 업커밍 걸즈 명의
- 〈ハイテンション 하이텐션〉에 수록
  - 抑えきれない衝動 / 억제 못하는 충동 - 웨이팅 서클 명의
  - 星空を君に / 밤하늘을 너에게 - Team 8 East 명의
- 〈シュートサイン 숏트 싸인〉에 수록
  - アクシデント中 / 사고 중 - AKB48 U-19 선발 명의

### 앨범 CD 수록곡
- 《ここがロドスだ、ここで跳べ! 여기가 로도스다, 여기서 뛰어라!》에 수록
  - へなちょこサポート / 풋내기 서포트 - 팀8 명의
  - Birth
- 《0と1の間 0과 1 사이》에 수록
  - ミュージックジャンキー / 뮤직 정키 - 팀B 명의
  - 一生の間に何人と出逢えるのだろう / 평생 몇 명이나 사람을 만나는 걸까 - 팀8 명의

## 출연

### TV 프로그램
- AKBINGO! (부정기 출연, 닛폰 TV)
- AKB48의 너, 누구? (부정기 출연, NOTTV)
- AKB48 SHOW! (부정기 출연, BS 프리미엄)